# Thomas Lee (colono della Virginia)
Thomas Lee (Mount Pleasant, 1690 circa – Stratford Hall Plantation, 14 novembre 1750) è stato un politico, militare e planter statunitense, governatore della Virginia dal 1749 al 1750.
Membro della famiglia Lee, una dinastia politica che includerà diverse figure chiave dell'america pre e post rivoluzionaria sino alla fine del XX secolo. Lee iniziò ad interessarsi di politica nel 1710 e divenne gestore residente della proprietà di Northern Neck per lady Catherine Fairfax. Dopo la morte di suo padre, ereditò le terre da questi acquistate a suo tempo nella contea di Northumberland e nella contea di Charles in Virginia. Lee acquisì inoltre personalmente altre proprietà corrispondenti alle attuali contee di Arlington, Fairfax, Fauquier, Prince William e Loudoun. Queste proprietà vennero impiegate prevalentemente per impiantarvi piantagioni di tabacco.
Quando Lee sposò Hannah Harrison Ludwell nel 1722, beneficiò dei legami già stabiliti con la famiglia Harrison. Dopo che la casa di Lee venne data alle fiamme da dei criminali, egli perse gran parte dei suoi possedimenti e buona parte del proprio denaro. Grazie a donazioni ricevute da Carolina di Ansbach e da altri personaggi influenti della società inglese dell'epoca, poté ricostruire la sua nuova casa presso il fiume Potomac, chiamandola Stratford Hall. Quattro anni dopo, nel 1733, venne nominato membro del consiglio del governatore della Virginia, l'alta camera dell'Assemblea Generale dello stato. Nel 1747 fu tra i fondatori della Ohio Company assieme ad altri coloni della Virginia che desideravano espandere i territori dello stato verso ovest, nel territorio della valle del fiume Ohio. Per un periodo di meno di un anno, nel 1749, egli divenne de facto governatore della Virginia in assenza di William Gooch. Lee venne favorito nella sua nomina a governatore da Giorgio II, ma morì prima di una sua possibile nomina, nel 1750.

## Biografia

### I primi anni
Thomas Lee nacque attorno al 1690 a Mount Pleasant, lungo le rive del fiume Machodoc nella contea di Westmoreland, in Virginia. I suoi genitori erano il colonnello Richard Lee II, "the scholar", e Laetitia Corbin. I suoi antenati erano immigrati in America da Coton, Shropshire, in Inghilterra, nell'anno 1642. Come quartogenito della coppia, Lee sapeva di non poter ricevere un'eredità dell'entità dei suoi fratelli maggiori, ma questo non gli impedì di distinguersi comunque come valente politico della sua epoca.
Lee frequentò il The College of William and Mary attorno al 1700. L'educazione di Lee venne definita all'epoca come "l'educazione tipica degli uomini della Virginia". Ben presto iniziò ad interessarsi della coltivazione del tabacco e lasciò la sua casa per lavorare presso suo zio Thomas Corbin che già era impegnato in questo campo.

### La carriera politica

Stemma di Thomas Lee

La carriera politica di Lee ebbe inizio nel 1710 quando venne nominato ufficiale navale per il fiume Potomac. Questa posizione era già stata occupata da suo padre sino alla sua rinuncia. Nel 1711, lo zio di Lee, Tomas Corbin, lo aiutò ad ottenere la posizione di agente per la proprietà del Northern Neck. Catherine (Culpeper) Fairfax, lady Fairfax, che viveva in Inghilterra ma era proprietaria di quelle terre, pertanto, lo nominò suo agente e residente per le proprietà che le competevano, ereditate da suo padre, il governatore Thomas Colepeper, II barone Colepeper. Catherine era moglie di Thomas Fairfax, V barone Fairfax. Questa proprietà era composta da un vastissimo insieme di terre di quasi 24.000 km2 che includevano anche molti appezzamenti presso i fiumi Potomac e Rappahnnock.
Al tempo era però Edmund Jenings, altro zio di Lee, a gestire questa proprietà. Mentre Jenings era in Inghilterra, Lee svolse il ruolo di suo vice. Per la scarsa capacità gestionale di Jening, l'incarico venne concesso al governatore Robert "King" Carter nel 1720. Questo fatto portò a dei contrasti tra le famiglie Lee e Carter. I membri delle rispettive famiglie si rifiutarono di contrarre vantaggiosi matrimoni tra loro sino alla fine del XVIII secolo quando Henry "Light Horse Harry" Lee sposò Anne Hill Carter. Il figlio più noto della coppia fu il generale Robert E. Lee.
Thomas mantenne la sua posizione sino al 1722. Nel 1713, Thomas succedette a suo padre come ufficiale navale incaricato della parte sud del fiume Potomac.
Nel 1714, alla morte di suo padre, Lee ereditò le terre nella contea di Northumberland presso Dividing Creek, oltre a quelle nel Maryland ricevute da suo fratello Philip Lee, Sr. di "Blenheim". Thomas prese in affitto la tenuta di "Machodoc" da suo fratello Richard Lee III che si trovava a Londra. In quello stesso anno Thomas gli fece visita in Inghilterra, rimanendovi circa un anno.
Lee riteneva che il matrimonio non fosse solo importante per due individui, ma anche per due famiglie. Un suo nipote disse in seguito in una sua corrispondenza: "Il nostro onorevole zio Lee disse che la prima caduta e rovina di una famiglia e di un possedimento è spesso rappresentata dalle cattive unioni." Egli si fidanzò pertanto con Jenny Wilson nel 1716. In quell'anno fece ritorno in Inghilterra per formalizzare il contratto col fratello prima di sposarsi. Al suo ritorno, ad ogni modo, Jenny Wilson aveva trovato un nuovo marito con cui si era sposata, James Roscoe. Lee venne a saperlo da William Byrd.
Lee e suo fratello Henry negoziarono un affitto della piantagione per un periodo di 99 anni. Durante la sua permanenza in Inghilterra, Lee aveva deciso di acquistare alcune proprietà lungo il fiume Potomac chiamate "Clifts Plantation" nella contea di Westmoreland. In quel tempo, la proprietà era di Nathaniel Pope, Jr., un marinaio, di Londra. Egli rinominò quindi quest'area Stratford. Thomas acquistò l'antica tenuta di "Machodoc" di suo padre da sua cognata, Martha Silk, ex moglie di suo fratello maggiore, Richard Lee III. "Machodoc" divenne nota poi col nome di "Mount Pleasant".

### Matrimonio e figli

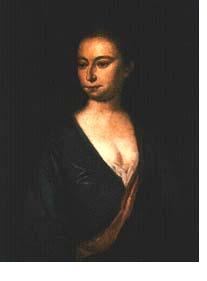
Ritratto della moglie di Lee, Hannah

Nel maggio del 1722, Thomas Lee sposò Hannah Harrison Ludwell (5 dicembre 1701 – 25 gennaio 1750), membro di una dell'importante famiglia Harrison, a "Greenspring", contea di James City, Virginia. Il matrimonio portò molte ricchezze alla famiglia Lee. Hannah era figlia di Philip Ludwell II di "Greenspring", e di Hannah Harrison. La coppia ebbe in tutto undici figli, di cui otto sopravvissero all'età adulta:
- Richard Lee (n. 1723)
- Philip Ludwell Lee (24 febbraio 1726 – 21 febbraio 1775)
- John Lee (1728 - 1782)
- Hannah Ludwell Lee (febbraio 1729 – 1782)
- Thomas Ludwell Lee (13 dicembre 1730 – 13 aprile 1778); membro dei delegati della Virginia ed editore della Dichiarazione dei Diritti della Virginia.[11]
- Richard Henry Lee (20 gennaio 1732 – 19 gennaio 1794); firmatario della dichiarazione d'indipendenza statunitense[12]
- Francis Lightfoot Lee (14 ottobre 1734 – 11 gennaio 1797); firmatario della dichiarazione d'indipendenza statunitense.[12] Sposò Rebecca Tayloe, figlia di John Tayloe II di Mount Airy. Tayloe costruì Menokin per sua figlia ed il suo nuovo marito.
- Alice Lee (4 giugno 1736 – 25 marzo 1817)
- William Lee (31 agosto 1737 – 27 giugno 1795)
- James Lee (n. e m. 1739)
- Arthur Lee (21 dicembre 1740 – 12 dicembre 1792)

Il 1728 fu un anno tragico per Lee e la sua famiglia. Il 29 gennaio, dei ladri irruppero nella casa rubando l'argenteria, i gioielli e altri oggetti di valore appartenenti alla famiglia Lee e prima di andarsene, incendiarono la casa e la piantagione di Machodoc. Il fuoco distrusse l'intera piantagione, tra cui l'ufficio di Thomas, le baracche e gli edifici esterni. Quasi tutti i possedimenti dei Lee andarono distrutti oltre a 10.000 sterline in contanti (equivalenti a circa 1.242.192 sterline attuali). La casa bruciò velocemente e Hannah Lee, incinta del suo quarto figlio, dovette fuggire dalla finestra al secondo piano dell'abitazione per avere salva la vita. Hannah ebbe un aborto spontaneo. Nell'incendio rimase ferita anche una giovane ragazza schiava, la quale morì in seguito. Il governatore della Virginia, William Gooch si occupò personalmente di rintracciare i colpevoli del misfatto. Si disse che il colonnello Lee avesse perso non meno dell'equivalente di 50.000 sterline dell'epoca (circa 6.205.960 sterline attuali). Il commissario inglese diede a Lee la somma di 300 sterline (circa 37.270 sterline attuali) come compensazione per i danni subiti, ed anche la regina Carolina gli fece pervenire del denaro dalla sua cassa privata per aiutarlo nella ricostruzione. I colpevoli ed i loro complici vennero in seguito trovati e puniti ma la loro punizione non ci è giunta nelle descrizioni perché gli archivi andarono distrutti. Mentre si iniziava la costruzione della nuova casa dei Lee, la famiglia rimase presso il fratello di Thomas, Henry, a Lee Hall. Lee vendette la tenuta di "Machodoc" al figlio di Richard Lee III, George Lee, che vi costruì la tenuta di "Mount Pleasant".
La carriera politica di Lee richiedeva dei viaggi a Williamsburg, il che lo portava ad essere lontano da casa per mesi interi. Lee cercò pertanto di porre la sua nuova casa in un raggio accettabile di chilometri per potersi recare frequentemente a trovare la moglie ed i figli. Molti dei suoi figli divennero prominenti figure politiche del periodo pre e post rivoluzionario americano. Richard Henry fu senatore per la Virginia al senato degli Stati Uniti, mentre Francis Lightfoot fu senatore in Virginia. I figli minori di Lee, William Lee e Arthur Lee prestarono servizio come diplomatici in diversi paesi europei. William, assieme a Jan de Neufville, abbozzò un trattato di alleanza ufficioso tra gli Stati Uniti ed i Paesi Bassi che la Gran Bretagna usò come pretesto per iniziare la quarta guerra anglo-olandese.
Lee successivamente divenne membro della Copole Parish e giudice di pace nella contea di Westmoreland. Nel 1723, divenne membro della House of Burgesses, mantenendo tale incarico sino a quando non venne nominato membro del consiglio del governatore nell'Assemblea Generale dell Virginia nel 1733. Il consiglio era composto da dodici consiglieri prescelti personalmente dal governatore della Virginia e costituivano la camera alta della colonia. Questa posizione fruttò a Lee il grado di colonnello.
Quando il Governor William Gooch venne richiamato in Inghilterra nel 1749, Lee venne nominato presidente del Consiglio del re in Virginia e comandante in capo della colonia. Predisposto per la nomina a governatore della Virginia da Giorgio II, morì prima di poter veder formalizzata la sua scelta.

## La Ohio Company
Lee venne nominato commissario, assieme a William Beverley, per negoziare con le Sei nazioni degli irochesi il Trattato di Lancaster nel 1744. Col trattato venne raggiunto un accordo con le Sei nazioni per 400 sterline (circa 62.505 sterline attuali) in cambio del diritto per gli abitanti della Virginia di viaggiare liberamente ed insediarsi nella valle del Shenandoah.
Nel 1747, Lee fu co-fondatore della Ohio Company assieme a Lawrence Washington, Augustine Washington, Jr., al duca di Bedford ed a John Hanbury. La Ohio Company fu un'associazione speculativa di ventura che aiutò la colonizzazione dell'area dell'attuale Ohio. L'influenza di Lee come membro del consiglio del governatore aiutò la compagnia ad averre successo e riuscì in sette anni ad insediare 100 famiglie nell'Ohio. Egli fu inoltre il primo presidente della compagnia e, alla sua morte, venne succeduto da Lawrence Washington.

### Stratford Hall

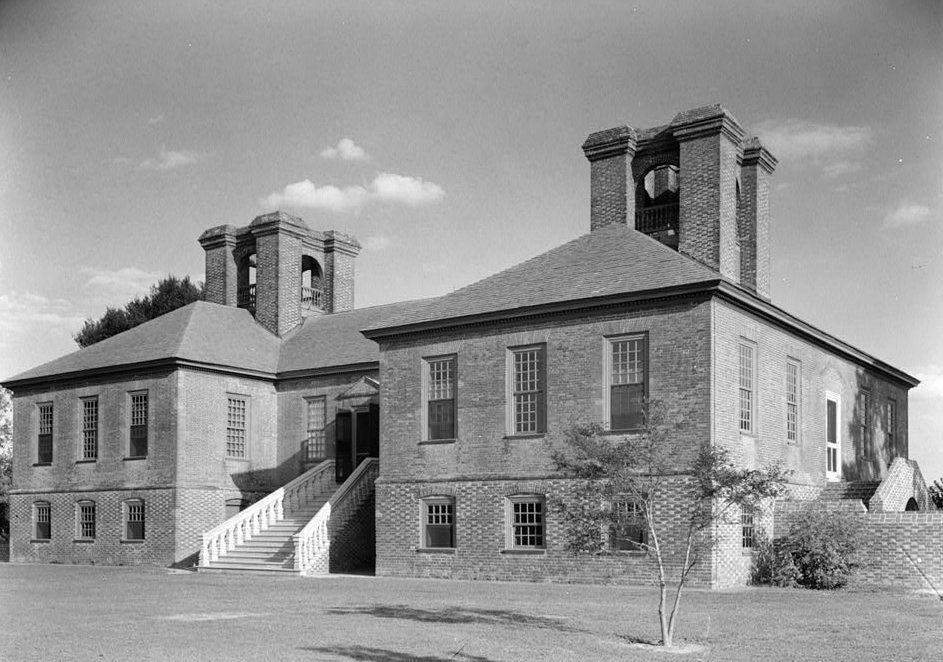
La piantagione di Stratford Hall, costruita da Thomas Lee.

Con Lee che ormai aveva aggiunto lo status più alto della gentry americana, decise di costruire una magione per assicurarsi la sua posizione agli occhi della società. Scelse la tenuta di "Clifts" che aveva acquistato a metà degli anni '10 del Settecento. Lee prescelse questo sito perché si trovava nella contea di Westmoreland, dove era nato, e perché si trovava presso il fiume Potomac. La terra era sufficiente ad ospitare molte costruzioni oltre alla sua abitazione, accogliendo così anche i suoi lavoranti. Hannah influenzò il disegno e la pianificazione degli spazi interni della casa. Philip, il primogenito della coppia, disse: "Vedete di cosa è capace una donna. Io non vivrei in una casa così oggi... Fu lei a persuadere mio padre a fare così questa casa" L'esatta data di costruzione della casa è sconosciuta ma si stima che la costruzione sia iniziata attorno al 1725-1730 dal momento che tutti i figli di Lee nacquero a Stratford. I lavoranti alla piantagione provenivano dalla classe lavoratrice dell'epoca: servitori pagati inglesi e schiavi africani.
Tra il 1719 ed il 1746, Lee acquisì varie aree corrispondenti alle attuali contee di Arlington, Fairfax, Fauquier, Prince William e Loudoun. Il villaggio di Leesburg, venne così chiamato in suo nome dai suoi figli che lo fondarono.
Hannah Harrison morì a "Stratford" il 25 gennaio 1749. Venne sepolta nell'antico cimitero della famiglia, chiamato "Burnt House Fields", a "Mount Pleasant". La sua pietra tombale venne successivamente rimossa e portata a "Stratford Hall", probabilmente da Henry Lee, che costruì una nuova cripta in quel luogo. Il 14 novembre 1750, Thomas Lee morì all'età di sessant'anni e venne sepolto anch'egli nella "Burnt House Fields" a Mount Pleasant. Secondo il suo testamento, desiderava essere sepolto tra sua moglie e sua madre. Lasciò Stratford Hall al suo primogenito, Philip Ludwell Lee, mentre la piantagione di Machodoc la lasciò a suo nipote, George Lee.